# Шомберг, Шарль де

Герб Шарля де Шомберга

Шарль де Шомберг (фр. Charles de Schomberg; (16 февраля 1601, Нантёй-ле-Одуэн, О-де-Франс — 6 июня 1656, Париж), герцог де Альвен — французский государственный и военный деятель, маршал Франции и пэр Франции во времена правления Людовика XIII .

## Биография
Сын маршала Франции Анри де Шомберга. Вырос при дворе, где получил хорошее образование. Выпускник Национального военного училища Prytanée

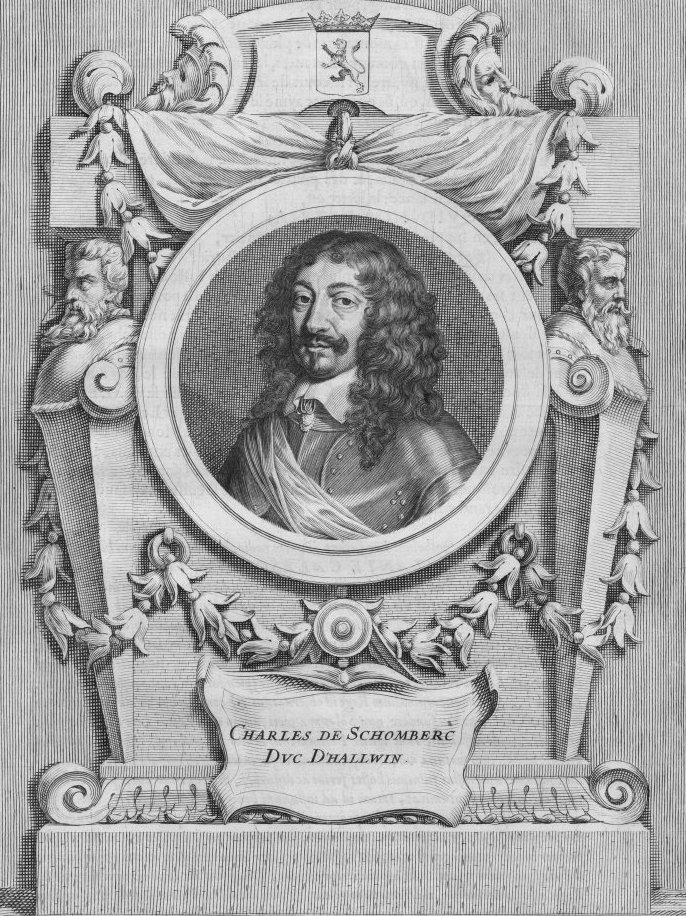
Шарль де Шомберг

Участник англо-французской войны 1627—1629 годов, принимал участие в осаде Ла-Рошели (1627—1628).
Отличился в битве при Лёкате 28 сентября 1637 года в ходе Тридцатилетней войны своей победой над вторгнувшимися в Лангедок из Каталонии испанцами. После одержанной победы 26 октября 1637 года стал маршалом Франции.
Служил при кардиналах короля Ришельё и Мазарини.
В 1633—1644 годах был губернатором Лангедока. Был популярен среди лангедокцев (он выучил их язык и мог общаться с местными жителями напрямую).
Затем был назначен комендантом цитадели Меца и губернатором провинции Труаз-Эвеше (1644—1656).
В 1647—1656 годах — генерал-полковник рейтаров, элитного подразделения состоящего из швейцарских наемников на службе короля Франции.
Первой женой Шарля де Шомберга была Анна, герцогиня д’Аллен, от которой он получил свой титул. Анна умерла в 1641 году, а в 1646 году Шарль вступил в повторный брак с Мари де Отфор (1616—1691), важной фигурой при французском дворе, фрейлиной королевы Анны Австрийской, бывшей фавориткой короля Людовика XIII.